# Jenevermuseum (Eeklo)

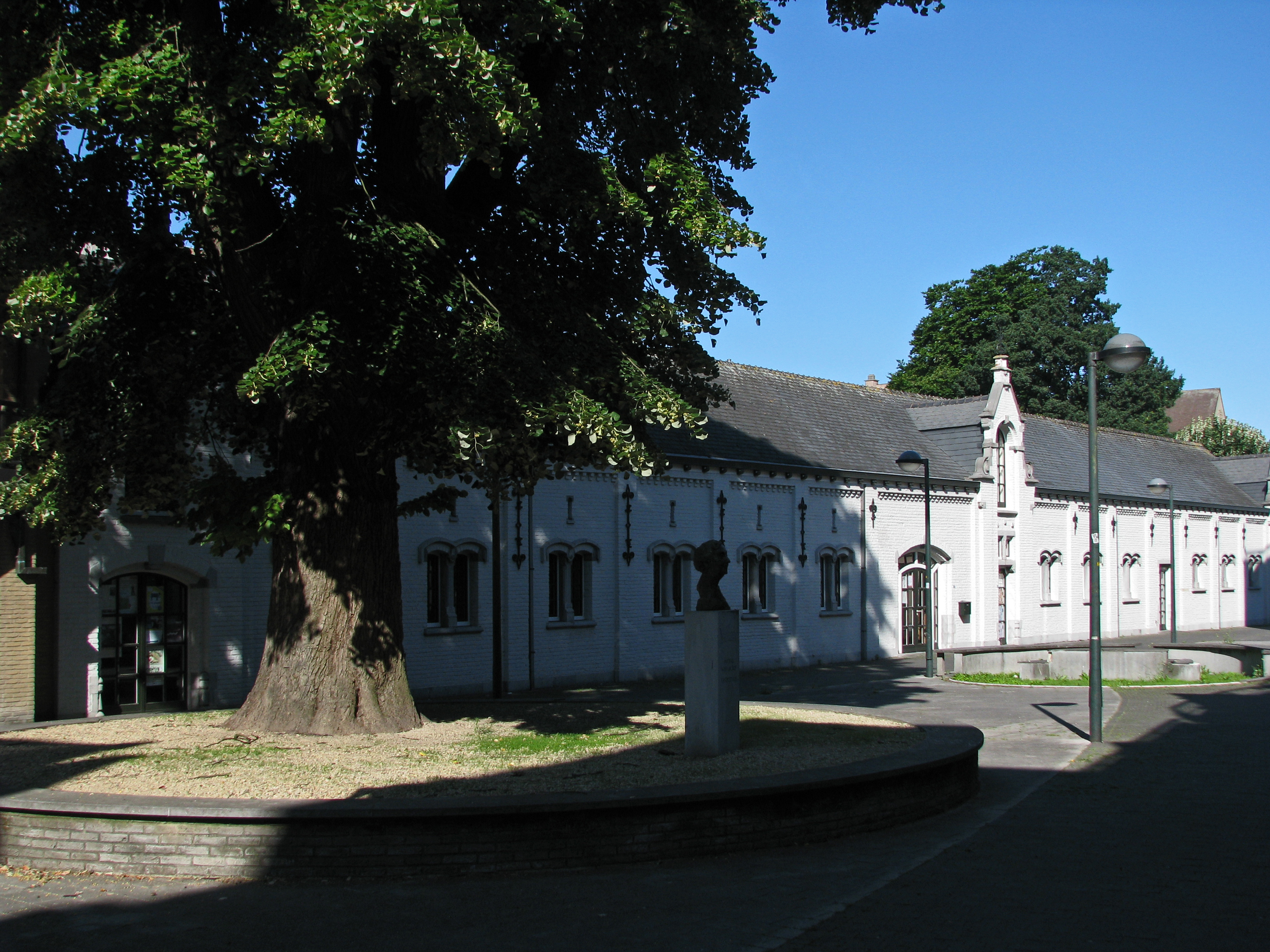
Jenevermuseum Eeklo

Het Jenevermuseum is een voormalig museum in de Oost-Vlaamse stad Eeklo dat de geschiedenis van het jenever stoken belichtte.

## Jeneverhuis

### Het gebouw
Het resterende deel van de voormalige jeneverstokerij Van Hoorebeke, de enige Belgische jeneverstokerij op basis van jeneverbessen, maakte deel uit van de voormalige stoomstokerij, voorheen gelegen achter het thans verdwenen huis van de familie Van Hoorebeke in Boelare. Het brouwershuis aan de straat werd gesloopt waarna het nog bestaande gedeelte van de oude stokerij werd omgevormd tot het huidige jenevermuseum. Het bewaarde gebouw vormt zodus slechts een deel van het oorspronkelijke complex, en werd volgens het kadasterarchief gebouwd in 1893-1984 in opdracht van Edmond Van Hoorebeke. Een ingemetselde steen naast de middelste deur vermeldt “ Van Hoorebeke 1867”. Deze zou afkomstig zijn uit de achtergevel en werd bij de restauratie en herbestemming van het gebouw verplaatst naar de voorzijde van dit langgerekt gebouw in eclectische stijl met in totaal 17 traveeën en één bouwlaag onder een leien zadeldak.

### Verschillende functies
Het Jenevermuseum Van Hoorebeke, het bijbehorende winkeltje en het Druppelkot werden in 1991 in de vroegere jeneverdistilleerderij Van Hoorebeke tussen de Boelare en de Pastoor De Nevestraat opgericht in beheer van de Stad Eeklo. In het Jenevermuseum waren, behalve een groep vrijwilligers, ook twee mensen tewerkgesteld.
Omstreeks 2015 werd het Jenevermuseum gesloten en stond het gebouw enkele jaren leeg. Vanaf 2019 kreeg de collectie van "De Koninklijke Vereniging voor Volkscultuur (KVVV) onderdak op de eerste verdieping in het Jeneverhuis in gesloten depot op besluit van de Stad Eeklo. Echter rond dezelfde tijd had het stadsbestuur het idee om het Jeneverhuis te verkopen, maar met een nieuwe coalitie in 2022 stapte men af van dat idee. De KVVV kon zijn collectie blijven opslaan in het gebouw en de benedenverdieping zou tijdens de renovatiewerken aan het stadhuis van Eeklo als trouwlocatie dienst doen. Er loopt nog een onderzoek naar een permanente publieke functie voor de benedenverdieping.